# Strahlenschutzkurs
Ein Strahlenschutzkurs vermittelt technisches und medizinisches Wissen über Grundlagen und Anwendung von radioaktiven Stoffen und ionisierender Strahlung (z. B. Röntgenstrahlung). 

## Situation in Deutschland
Die erfolgreiche Teilnahme an einem von der zuständigen Behörde anerkannten Strahlenschutzkurs ist eine der Voraussetzungen für den Erwerb der Fachkunde im Strahlenschutz.

### Rechtliche Grundlagen
Der Umgang mit Röntgeneinrichtungen, Störstrahlern, radioaktiven Stoffen und sonstiger ionisierender Strahlung wird  durch die Röntgenverordnung (RöV) und die Strahlenschutzverordnung (StrlSchV) geregelt. In beiden Verordnungen wird als Voraussetzung für den Umgang mit oder die Anwendung von den genannten Geräten, Stoffen bzw. Strahlungen die Fachkunde im Strahlenschutz verlangt. Weitergehende Festlegungen zu Erwerb, Aktualisierung und Umfang der Fachkunde im Strahlenschutz sind in einer Reihe von Richtlinien festgelegt.

### Anerkennung von Strahlenschutzkursen
Die Fachkunde-Richtlinien verlangen als eine der nötigen Voraussetzungen zum Erwerb der Fachkunde die erfolgreiche Teilnahme an von der „zuständigen Stelle“ anerkannten Kursen. Diese zuständigen Stellen werden in Deutschland von den einzelnen Bundesländern vorgegeben. Es handelt sich dabei meist um Ministerien, Regierungspräsidien, Landesämter oder Landes-, Zahn- bzw. Tierärztekammern; eine Auflistung ist unten unter den Weblinks zu finden.
Die zuständigen Stellen haben vor der Anerkennung zu prüfen, ob die Kurse den Anforderungen der jeweiligen Fachkunde-Richtlinie gerecht werden, d. h. ob sie den für die einzelnen Fachkundegruppen festgelegten Erfordernissen entsprechen, ob die Kursinhalte von qualifizierten Lehrkräften vermittelt werden und ob die dazu notwendige Ausrüstung (z. B. Labors für Praktika) vorhanden ist.

### Kursstätten für Strahlenschutzkurse
In den ersten Jahren nach Inkrafttreten der ersten Strahlenschutzverordnung 1960 wurden  Strahlenschutzkurse zunächst nur von einigen wenigen Kursstätten, die meist an Forschungseinrichtungen angegliedert waren, angeboten. Heute gibt es eine große Zahl von weiteren Kursanbietern, welche zumindest die meistnachgefragten Kurse anbieten. Für den Bereich des Strahlenschutzes in der Medizin werden Kurse von einer Reihe von Kliniken angeboten, Kurse für den technischen Bereich finden an vielen Hochschulen und Fachhochschulen statt. Es gibt inzwischen viele private Kursanbieter sowohl im medizinischen als auch im technischen Bereich. Eine Auflistung von Kursstätten, gegliedert nach Bundesländern, wird vom Bundesamt für Strahlenschutz zum Download angeboten (siehe unter Weblinks).
Um bei dem unübersichtlichen Angebot von Strahlenschutzkursen eine Qualitätssicherung zu gewährleisten, schloss sich eine Reihe von Kursstätten in Deutschland, welche amtlich anerkannte Kurse im Strahlenschutz anbieten, zu dem Verein „Qualitätsverbund Strahlenschutzkursstätten“ (QSK) zusammen. Auf freiwilliger Basis unterwerfen sich ihre Mitglieder den, über die rechtsverbindlichen Vorschriften hinausgehenden Qualitätssicherungsmaßnahmen in Bezug auf Lehrinhalte, Organisation, Didaktik, räumliche Voraussetzungen und Medieneinsatz. Die Website des QSK bietet einen Kursfinder, mit dessen Hilfe man die jeweils benötigten Strahlenschutzkurse herausfinden kann.